# Kraszimir Balakov
Kraszimir Gencsev Balakov, bolgárul: Красимир Генчев Балъков; (Veliko Tarnovo, 1966. március 29. –) bolgár válogatott labdarúgó, edző.
A bolgár válogatott tagjaként részt vett az 1996-os Európa-bajnokságon, illetve az 1994-es és az 1998-as világbajnokságon.

## Sikerei, díjai
Etar
- Bolgár bajnok (1): 1990–91

Sporting
- Portugál kupa (1): 1994–95 1988–89

VfB Stuttgart
- Német kupa (1): 1996–97
- Intertotó-kupa (2): 2000, 2002

Egyéni
- Az év bolgár labdarúgója (2): 1995, 1997